# Nuncia nigriflava
Nuncia nigriflava is een hooiwagen uit de familie Triaenonychidae.